# ذو التاج القلزي
ذو التاج القلزي أو تمير ذو تاج قلزي (الاسم العلمي: Chalcomitra)، جنس طيور من فصيلةالتميريات الإفريقية.
يتم وضع أنواعها أحيانًا في جنس التمير.